# تل خليل (الجوادية)
تل خليل قرية سورية تتبع ناحية الجوادية في منطقة المالكية التابعة لمحافظة الحسكة. بلغ عدد سكانها 434 نسمة عام 2004.
تقع على بعد 10 كم تقريبا إلى الشمال الغربي من مدينة الجوادية.